# Villers (Loira)
Villers és un municipi francès situat al departament del Loira i a la regió d'Alvèrnia-Roine-Alps. L'any 2007 tenia 552 habitants.

## Demografia

### Població
El 2007 la població de fet de Villers era de 552 persones. Hi havia 212 famílies de les quals 48 eren unipersonals (16 homes vivint sols i 32 dones vivint soles), 56 parelles sense fills, 92 parelles amb fills i 16 famílies monoparentals amb fills.
La població ha evolucionat segons el següent gràfic:
Habitants censats

### Habitatges
El 2007 hi havia 253 habitatges, 211 eren l'habitatge principal de la família, 13 eren segones residències i 29 estaven desocupats. 238 eren cases i 12 eren apartaments. Dels 211 habitatges principals, 169 estaven ocupats pels seus propietaris, 40 estaven llogats i ocupats pels llogaters i 2 estaven cedits a títol gratuït; 1 tenia dues cambres, 19 en tenien tres, 63 en tenien quatre i 128 en tenien cinc o més. 172 habitatges disposaven pel capbaix d'una plaça de pàrquing. A 95 habitatges hi havia un automòbil i a 110 n'hi havia dos o més.

### Piràmide de població
La piràmide de població per edats i sexe el 2009 era:
| Homes | Edats   | Dones |
| ----- | ------- | ----- |
| 0     | 95 o +  | 0     |
| 0     | 90 a 94 | 2     |
| 2     | 85 a 89 | 6     |
| 3     | 80 a 84 | 3     |
| 12    | 75 a 79 | 6     |
| 10    | 70 a 74 | 11    |
| 15    | 65 a 69 | 13    |
| 7     | 60 a 64 | 14    |
| 11    | 55 a 59 | 8     |
| 15    | 50 a 54 | 16    |
| 27    | 45 a 49 | 20    |
| 23    | 40 a 44 | 19    |
| 23    | 35 a 39 | 13    |
| 13    | 30 a 34 | 18    |
| 12    | 25 a 29 | 15    |
| 14    | 20 a 24 | 18    |
| 18    | 15 a 19 | 17    |
| 24    | 10 a 14 | 13    |
| 13    | 5 a 9   | 23    |
| 12    | 0 a 4   | 12    |

## Economia
El 2007 la població en edat de treballar era de 342 persones, 269 eren actives i 73 eren inactives. De les 269 persones actives 247 estaven ocupades (134 homes i 113 dones) i 21 estaven aturades (6 homes i 15 dones). De les 73 persones inactives 28 estaven jubilades, 27 estaven estudiant i 18 estaven classificades com a «altres inactius».

### Ingressos
El 2009 a Villers hi havia 214 unitats fiscals que integraven 580,5 persones, la mediana anual d'ingressos fiscals per persona era de 17.062 €.

### Activitats econòmiques
Dels 14 establiments que hi havia el 2007, 1 era d'una empresa extractiva, 1 d'una empresa alimentària, 2 d'empreses de fabricació d'altres productes industrials, 3 d'empreses de construcció, 3 d'empreses de comerç i reparació d'automòbils, 1 d'una empresa de transport, 1 d'una empresa d'hostatgeria i restauració, 1 d'una empresa financera i 1 d'una empresa classificada com a «altres activitats de serveis».
Dels 2 establiments de servei als particulars que hi havia el 2009, 1 era un guixaire pintor i 1 fusteria.
Dels 2 establiments comercials que hi havia el 2009, 1 era una fleca i 1 una botiga d'electrodomèstics.
L'any 2000 a Villers hi havia 11 explotacions agrícoles que ocupaven un total de 468 hectàrees.

## Equipaments sanitaris i escolars
El 2009 hi havia una escola elemental.

## Poblacions més properes
El següent diagrama mostra les poblacions més properes.